# 王子町 (春日井市)
王子町（おうじちょう）は愛知県春日井市中南部にある町名。丁番を持たない単独町名である。

## 地理
- 東部を上条町、西部を篠田町、北部を弥生町・柏井町・杁ヶ島町、南部を下条町と隣接している。
- 町内のほとんどを王子製紙グループの工場と春日井市立中部中学校の土地が占めている。

### 河川
- 地蔵川 ： 町の北を東西に西流する。

## 歴史

### 沿革
- 1948年（昭和23年） - 春日井市和爾良（かにら）・下条の各一部より成立[1]。
- 1953年（昭和28年） - 下条の一部を編入。王子製紙春日井工場建設[1]。
- 1982年（昭和57年） - 一部が柏井町・杁ケ島町に編入される[1]。

## 世帯数と人口
2019年（平成31年）4月1日現在の世帯数と人口は以下の通りである。
| 町丁   | 世帯数  | 人口  |
| ------ | ------- | ----- |
| 王子町 | 371世帯 | 748人 |

### 人口の変遷
国勢調査による人口の推移
| 1995年（平成7年）  | 1,624人 | [ 6 ]  |  |
| 2000年（平成12年） | 1,559人 | [ 7 ]  |  |
| 2005年（平成17年） | 1,336人 | [ 8 ]  |  |
| 2010年（平成22年） | 1,188人 | [ 9 ]  |  |
| 2015年（平成27年） | 971人   | [ 10 ] |  |

## 学区
市立小・中学校に通う場合、学区は以下の通りとなる。また、公立高等学校に通う場合の学区は以下の通りとなる。
| 番・番地等 | 小学校               | 中学校               | 高等学校 |
| ---------- | -------------------- | -------------------- | -------- |
| 全域       | 春日井市立上条小学校 | 春日井市立中部中学校 | 尾張学区 |

## 交通

### 最寄り駅
- JR中央本線 春日井駅

### 道路
- 愛知県道25号春日井一宮線 ： 町の東部を南北に通っている。

## 名所・旧跡

### 名所
- 王子神社 ： 王子製紙工場内に設置されている。（北緯35度13分52.1秒 東経136度58分19秒 / 北緯35.231139度 東経136.97194度）

## 施設
- 王子製紙 春日井工場（北緯35度14分0.8秒 東経136度58分28秒 / 北緯35.233556度 東経136.97444度）
- 王子エンジニアリング 春日井事業所
- 王子ネピア 名古屋工場
- 王子紙業 本社
- 王子製紙社宅（北緯35度14分14秒 東経136度58分45.7秒 / 北緯35.23722度 東経136.979361度）
- 春日井市立中部中学校（北緯35度13分59.3秒 東経136度58分5.1秒 / 北緯35.233139度 東経136.968083度）

## その他

### 日本郵便
- 郵便番号 : 486-0834[4]（集配局：春日井郵便局[13]）。